# 드와이트 파월
드와이트 할런 파월(영어: Dwight Harlan Powell, 1991년 4월 19일~)은 캐나다의 농구 선수로 포지션은 파워 포워드와 센터이다. 현재 전미 농구 협회(NBA)의 댈러스 매버릭스와 캐나다 대표팀 소속으로 뛰고 있다.